# Germano Zullo
Pour les articles homonymes, voir Zullo.
Germano Zullo, né le 16 mai 1968 à Genève, est un écrivain suisse, auteur de littérature pour la jeunesse, poète, scénariste et auteur de films d'animation. Il collabore avec son épouse, l'illustratrice Albertine Zullo, sur de nombreuses réalisations

## Biographie
D'origine italienne, Germano Zullo est né à Genève en 1968. Il étudie l'économie et le management, entreprend quelques voyages en Europe, exerce comme comptable, avant de se tourner vers l'écriture. En 1992 il rencontre la dessinatrice Albertine. Leur mariage en 1996 marque le début d'une longue collaboration.

## Sélection de publications
- Marta et la bicyclette, avec Albertine Zullo, La Joie de lire, 1999
- Violette et ficelle , avec Albertine Zullo , La joie de lire , 2000
- Hotel Rimini , avec Albertine Zullo , La joie de lire , 2002
- Marta et la pieuvre , avec Albertine Zullo , La joie de lire , 2003
- La java bleue , avec Albertine Zullo , La joie de lire , 2003
- Le fromage , avec Albertine Zullo , La joie de lire , 2004
- Vacances sur Vénus , avec Albertine Zullo , La joie de lire , 2005
- Quelques années de moins que la Lune , La Joie de lire, 2006
- Le Génie de la boîte de raviolis, avec Albertine Zullo, éd. La Joie de lire, 2002 ; et rééd.
- La marelle , avec Albertine Zullo , La joie de lire , 2007
- Le Retour de Marta, avec Albertine Zullo, éd. La Joie de Lire, 2008
- La Rumeur de Venise, texte de Albertine Zullo, La Joie de lire, 2008
- A la mer, avec Albertine Zullo , La Joie de lire , 2008
- Le Grand Couturier Raphaël, avec de Albertine Zullo, éd. La Joie de Lire, 2009
- En ville, avec Albertine Zullo , La Joie de lire , 2009
- Une bonne longueur en bouche, HumuS (maison d'édition) , 2010
- Le plus grand footballeur de tous les temps , La Joie de lire , 2010
- Les Oiseaux, avec Albertine Zullo, éd. La Joie de Lire, 2010
- Les Gratte-ciel[4], avec Albertine Zullo, éd. La Joie de Lire, 2011
- A la montagne, avec albertine Zullo , La Joie de lire , 2011
- Ligne 135, avec Albertine Zullo, éd.La Joie de Lire, 2012
- Dada, avec Albertine Zullo, éd. La Joie de Lire, 2013
- Les robes , avec Albertine Zullo , La joie de lire ,2014
- A pas de loups, éditions A pas de loups , 2014
- Mon tout petit, avec  Albertine Zullo, La Joie de lire, 2015
- A la campagne , avec Albertine Zullo , La joie de lire , 2015
- Faim de corps , avec Albertine Zullo , HumuS (maison d'édition) , 2016
- La femme canon, avec Albertine Zullo , Hélice Hélas éditeur , 2016
- Le Président du monde, avec Albertine Zullo, La Joie de lire[5], 2016
- Roberto & Gélatine :une grande histoire pour les grands , avec Albertine Zullo , La joie de lire , 2019   (ISBN 9782889084746)
- Roberto & Gélatine : je suis cachée , avec Albertine Zullo , La joie de lire , 2020   (ISBN 9782889085118)
- Depuis que les monstres ... , avec Albertine Zullo , la joie de lire , 2021
- Le livre bleu , avec Albertine Zullo , La joie de lire , 2022   (ISBN 9782889086092)

## Cinéma
En 2003, dans le cadre du Festival international d'animation d'Annecy, le prix spécial de la SACD et le prix Canal sont décernés au projet de court métrage d'animation de l'album Le Génie de la boîte de raviolis.
Germano Zullo écrit le scénario du court-métrage d'animation Chambre 69 (2012) et  participe à celui de Ma vie de Courgette (2016).

## Prix et distinctions
- Pomme d'Or 1999 de la Biennale d'illustration de Bratislava pour les illustrations de Marta et la bicyclette[8] de Albertine Zullo
- (international) « Honour List » 2010[9] de l' IBBY, Catégorie Illustrations pour La Rumeur de Venise, par Albertine Zullo
- Prix Sorcières 2011  pour Les Oiseaux[10], avec Albertine Zullo
- Prix du New York Times Best Illustrated children's book Award 2012 pour Les Oiseaux[11], illustré par Albertine Zullo
- (international) « Honour List » 2016[12] de l' IBBY, Catégorie Illustrations pour Mon tout petit, illustré par Albertine Zullo
- Prix BolognaRagazzi 2016 catégorie Fiction pour Mon tout petit, illustrations de Albertine Zullo